# Staphylinochrous longipennis
Staphylinochrous longipennis là một loài bướm đêm thuộc họ Anomoeotidae. Loài này có ở châu Phi.